# Cornelis van der Sluys

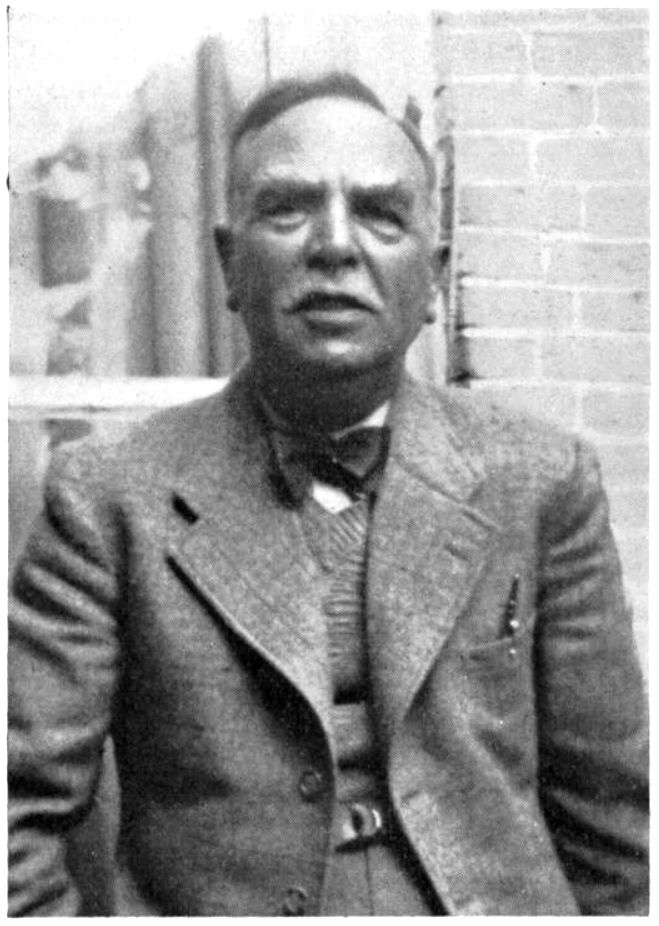
Cornelis van der Sluys, 1938

Cornelis van der Sluys (Brouwershaven (Schouwen-Duiveland), 4 juni 1881 - Amsterdam, 4 januari 1944) was een Nederlandse meubel- en textielontwerper, binnenhuisarchitect, decoratieschilder , glasschilder, beeldhouwer, edelsmid, organisator en publicist.
Hij ontwierp stoffen, maakte ontwerpen voor tapijten, behang en stoelen en verzorgde decoraties op aardewerk voor de Eerste Steenwijker Kunst Aardewerk Fabriek. Van 1901 tot 1904 ontwierp hij voor de Haagse kunsthandel Belgische en Franse art nouveau, Arts & Crafts koperwerk en dessins voor batiks.
Cornelis van der Sluys was een zoon van Willem van der Sluys (expediteur) en Anna Constandse, hij trouwde voor de eerste keer in 1909 met Hermanna van Maanen en had met haar een zoon Frits, voor de tweede keer trouwde hij in 1932 met Victoria Strauss, ook met haar had hij een zoon, Rudolf.
Na een opleiding tot decoratieschilder genoot hij een opleiding aan de Akademie van beeldende kunsten in Den Haag van 1894 tot 1899 waar hij een leerling was van o.a. Johan Thorn Prikker en Eduard Willem Frederik Kerling.

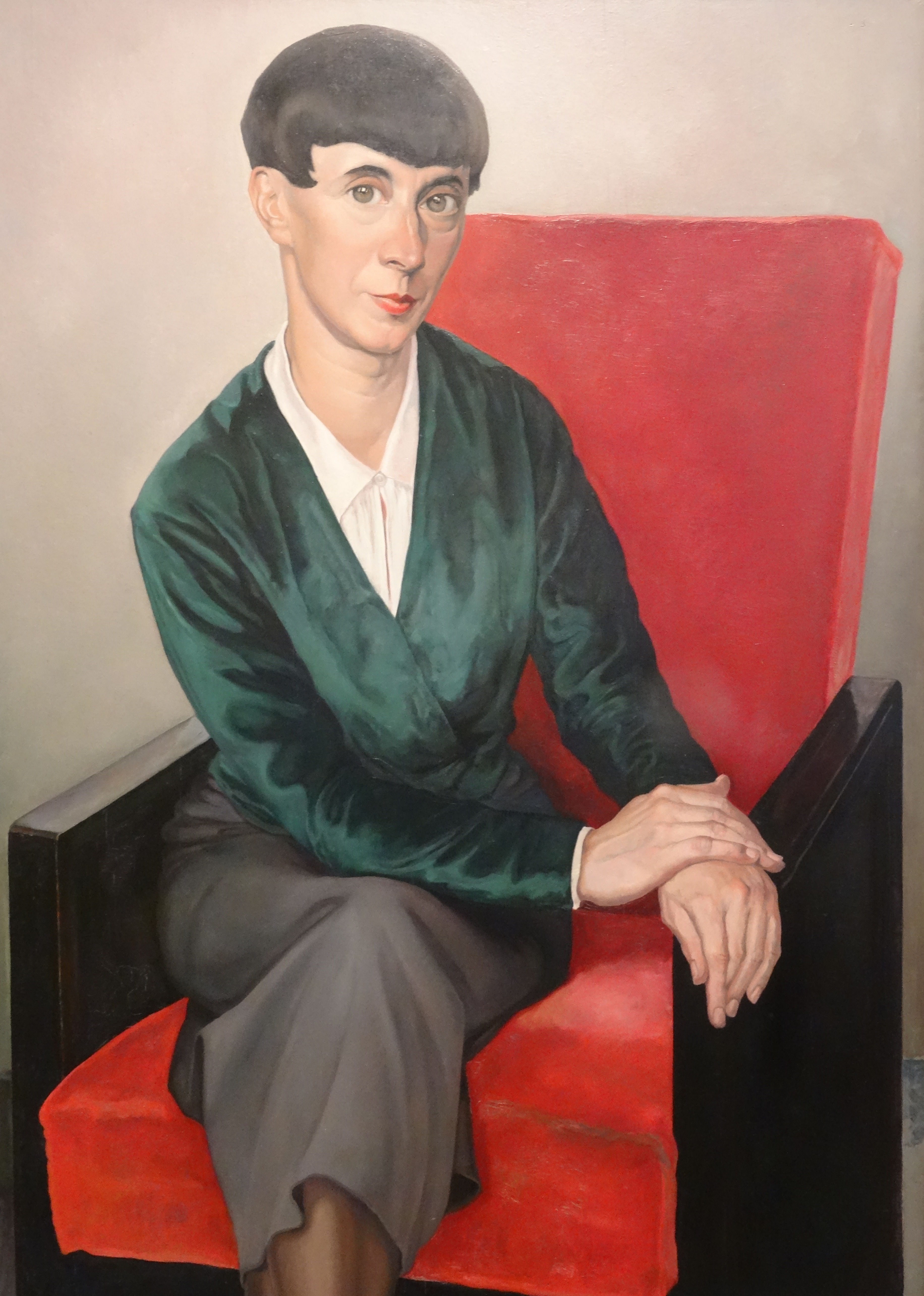
Hannah Höch op een schilderij van Chris Lebeau, zittend in een stoel ontworpen door Van der Sluys

Hij was werkzaam in Den Haag van 1901 tot 1904 als chef tekenaar bij kunsthandel Arts & Crafts, in 1905 tot 1906 maakte hij een rondreis door Europa, onder meer in België en Engeland daarna weer terug in Den Haag van 1906 tot 1944.
Cornelis v.d. Sluys richt samen met H.T. Coolwijk (zakelijk leider) een vennootschap op onder de naam "Firma Corn. van der Sluys", gevestigd in een huis met diverse toonkamers aan de Laan van Nieuw Oost-Indië. Later verhuist de Firma Corn. van der Sluys naar de Lange Houtstraat. In 1916 wordt het vennootschap ontbonden. In 1916 - 1918 oprichting van het Bureau voor Binnenhuis-Architectuur en Meubelkunst, directeur Cornelis van der Sluys, in de Oude Molstraat. Van 1918 tot 1944 heeft hij zijn bureau plus woonhuis op Noordeinde 162 in Den Haag.
Van der Sluys was lid van de Vereeniging voor Ambachts- en Nijverheidskunst (VANK), Kunst aan allen in Den Haag in 1908: Commissie voor Architectuur, Kunstnijverheid en Graphische kunsten; VANK 1913 - 1923 secretaris toegepaste kunst en de vormgeving, beëindigt lidmaatschap in 1925; mede-oprichter (1926) en voorzitter (1929-1935) van de Sociëteit voor Culturele Samenwerking.

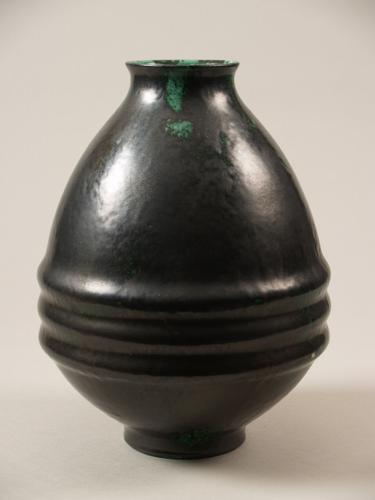
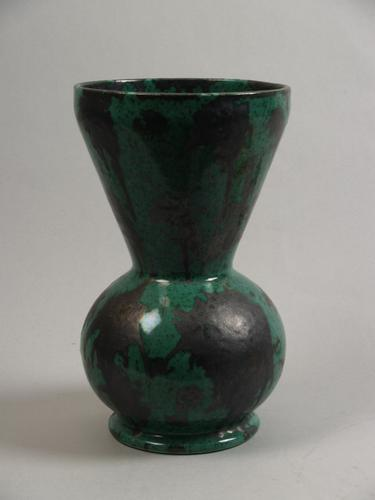
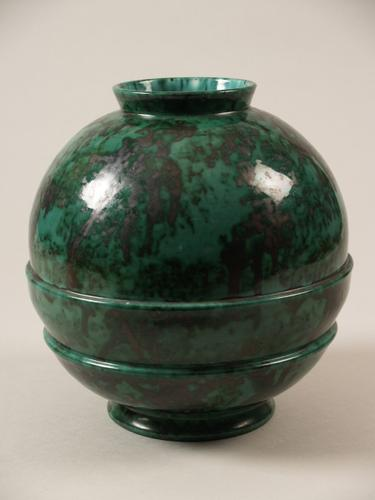